# Virgin Radio Switzerland
Virgin Radio Switzerland (vormals Virgin Radio Rock Switzerland) ist ein in der Schweiz verbreitetes Privatradio mit Sitz in Zürich. Der Sender wurde am 17. Januar 2018 unter der Dachmarke Virgin Radio Switzerland als Virgin Radio Rock Switzerland gemeinsam mit dem Partnersender Virgin Radio Hits Switzerland von AZ Medien TV & Radio gestartet.
Seit dem 1. Oktober 2018 gehört der Sender zu CH Media, das von AZ Medien und der NZZ-Mediengruppe als Joint Venture gegründet wurde. Nach der Abschaltung des Senders Virgin Radio Hits Switzerland wurde Virgin Radio Rock Switzerland in Virgin Radio Switzerland umbenannt.

## Programm
Virgin Radio Switzerland bietet ein 24-Stunden-Programm mit nonstop Rockmusik und moderierten Feierabend-Shows. Das Programm spielt am Mainstream orientierte Rockmusik (MOR-Format, Mainstream oriented Rock).